# Zitadelle von Urfa
Die Zitadelle von Urfa (türkisch Urfa Kalesi) in der türkischen Provinzhauptstadt Şanlıurfa ist die Ruine einer Festung aus der Zeit der Kreuzfahrer, die auf einer älteren Anlage errichtet wurde.

## Lage
Die Festung liegt im Süden der heutigen Stadt Şanlıurfa, deren früherer Name Urfa, im Altertum Edessa, war. Sie steht auf einem Ausläufer des Top Dağı (auch Nemrud Dağı), direkt südlich des heutigen, später entstandenen, Komplexes um den heiligen Teich Balıklıgöl mit mehreren Moscheen, dem Gölbaşı-Park und dem Basar im Osten. Der Burgberg erhebt sich etwa 30 Meter über dem Park.

## Geschichte
Die Stadt Edessa als Hauptstadt des lokalen Königreiches Osrhoene verfügte bereits im 3. Jahrhundert n. Chr. über eine umlaufende Stadtmauer. Nach einer Überschwemmung der tiefer liegenden Stadtteile durch den Fluss Daisan (antiker Name Skirtos) baute 201 Abgar VIII. an der Südwestecke des Mauerrings auf dem Burgberg einen Winterpalast. Der Sommerpalast lag im gefährdeten Bereich der heutigen Teiche. Einzige Überreste dieses Baus sind die beiden etwa 15 Meter hohen Säulen mit korinthischen Kapitellen, die noch heute die Ruine überragen. Im Volksmund werden sie Thron des Nimrod genannt, der der Legende nach hier einen Palast gehabt haben soll. Nach erneuten Überschwemmungen in den Jahren 303, 413 und 525 ließ der Statthalter des römischen Kaisers Justinian den Skirtos in ein neues Flussbett umleiten, das im Osten und Norden am Stadtgebiet vorbei verlief. Im Zuge des anschließenden Wiederaufbaus wurden Teile der Burg in die Stadtmauer integriert, und im Süden und Westen wurden um die Burgmauer zusätzliche Gräben angelegt. Trotz der starken Befestigung wechselten Stadt und Burg in den folgenden Jahrhunderten mehrfach den Besitzer zwischen Persern, Byzantinern und schließlich 638 den Muslimen. 1031 konnte der byzantinische General Georgios Maniakes die Festung Edessa für das byzantinische Reich zurückerwerben und ließ die Befestigung ausbauen. Angriffe von Ibn Waṯṯāb von Harran (1036) und des Seldschuken Alp Arslan (1071) konnten abgewehrt werden. 1083 konnte der Kuropalates Philaretos Brachamios die Stadt kurz erobern. Danach gelangte der Armenier Thoros an die Macht und erweiterte ebenfalls die Burg, bis er 1098 bei innerstädtischen Unruhen ermordet wurde und von dem Kreuzfahrer Baudouin von Boulogne abgelöst wurde. Bis zur letztendlichen Eroberung und Zerstörung der Stadt durch die Seldschuken 1147 blieb die Burg in Händen der Kreuzritter, die sie wiederum erweiterten. Seit 2007 werden Restaurierungsarbeiten durchgeführt. Am 19. April 2013 stürzte ein Teil der Befestigungsmauer ab, weil starker Regen den Grund unterspült hatte. Bei dem Vorfall wurde niemand verletzt.

## Beschreibung
Die Festung misst in Ost-West-Richtung etwa 300 Meter, in Nord-Süd-Richtung hat sie eine innere Breite von etwa 80 Metern. Erhalten sind heute lediglich die äußeren Terrassenmauern und die beiden Säulen des syro-römischen Palastes. Zur Bergseite im Süden ist der zwölf Meter tiefe Burggraben erhalten. Es bestanden vermutlich Toranlagen sowohl zur Stadt- als auch zur Landseite, der heutige, moderne Eingang im Norden entspricht wahrscheinlich dem mittelalterlichen Haupttor. Die Innenbebauung ist komplett zerstört, auch von der bezeugten Moschee fehlen jegliche Spuren. Den Donjon der Kreuzfahrer, von dem noch Mauerreste südlich der beiden Säulen zu sehen sind, ließ der Sultan der Rum-Seldschuken Ala ad-Din Kai Kobad I. zerstören. Bei dem bestehenden Graben handelt es sich mit Sicherheit um eine Erweiterung von bestehenden Grabenanlagen aus der Zeit Justinians und Maniakes’ durch die Kreuzfahrer. Mögliche Anteile der Seldschuken, Artukiden und Mamluken an der Bausubstanz sind bis zu einer eingehenden Untersuchung noch unklar.